# TV Bühl
TV Bühl – męski klub siatkarski z Niemiec z miasta Bühl powstały w 1847 roku. Od sezonu 2009/2010 występuje w Bundeslidze. Obecnie klub występuje w pod nazwą TV Ingersoll Bühl.
Klub TV Bühl posiada również sekcje: gimnastyki sportowej, judo, koszykówki, lekkoatletyki, pływania oraz tenisa stołowego.

## Polacy w klubie
| Lata gry  | Imię i nazwisko     |
| --------- | ------------------- |
| 2013-2014 | Łukasz Szarek       |
| 2016-2017 | Sławomir Jungiewicz |
| 2016-2017 | Bartosz Kaczmarek   |

## Kadra
Sezon 2017/2018
- Pierwszy trener:  Ruben Wolochin
- Asystent trenera:  Santiago Garcia Domench

| Nr | Imię i nazwisko        | Data ur. | Wzrost | Pozycja      |
| -- | ---------------------- | -------- | ------ | ------------ |
| 1  | Jurij Krużkow          | 1994     | 200    | atakujący    |
| 2  | Tim Stöhr              | 1996     | 202    | przyjmujący  |
| 3  | Ołeksandr Dmytryjew    | 1987     | 198    | rozgrywający |
| 4  | Yannick Goralik        | 1997     | 206    | środkowy     |
| 5  | Tomas Ruiz             | 1992     | 175    | libero       |
| 6  | Chris Zuidberg         | 1994     | 200    | środkowy     |
| 7  | Magloire Nzeza Mayaula | 1993     | 202    | środkowy     |
| 8  | Masahiro Yanagida      | 1992     | 186    | przyjmujący  |
| 9  | David Pettersson       | 1994     | 205    | środkowy     |
| 11 | Pascal Bäuerle         | 1999     | 194    | przyjmujący  |
| 12 | Felix Orthmann         | 1996     | 198    | atakujący    |
| 13 | Mario Schmidgall       | 1998     | 206    | rozgrywający |
| 14 | Anton Qafarena         | 1997     | 204    | atakujący    |
| 17 | Corbin Balster         | 1997     | 200    | przyjmujący  |

Sezon 2016/2017
- Pierwszy trener:  Ruben Wolochin
- Asystent trenera:  Santiago Garcia Domench

| Nr | Imię i nazwisko        | Data ur. | Wzrost | Pozycja      |
| -- | ---------------------- | -------- | ------ | ------------ |
| 1  | Sławomir Jungiewicz    | 1989     | 195    | atakujący    |
| 2  | Tim Stöhr              | 1996     | 202    | przyjmujący  |
| 3  | Bartosz Kaczmarek      | 1991     | 183    | libero       |
| 4  | Noah Baxpöhler         | 1993     | 208    | środkowy     |
| 5  | Enrico Zappoli         | 1995     | 195    | przyjmujący  |
| 6  | Ilja Żylin             | 1985     | 195    | przyjmujący  |
| 7  | Magloire Nzeza Mayaula | 1993     | 202    | środkowy     |
| 8  | Jens Sandmeier         | 1995     | 200    | przyjmujący  |
| 9  | Kristen Cléro          | 1990     | 179    | rozgrywający |
| 10 | Juan Ignacio Finoli    | 1991     | 189    | rozgrywający |
| 12 | Felix Orthmann         | 1996     | 198    | atakujący    |
| 15 | Achrorjon Sobirow      | 1990     | 209    | środkowy     |

Sezon 2015/2016
- Pierwszy trener:  Ruben Wolochin
- Asystent trenera:  Santiago Garcia Domench

| Nr | Imię i nazwisko        | Data ur. | Wzrost | Pozycja      |
| -- | ---------------------- | -------- | ------ | ------------ |
| 1  | Graham McIlvaine       | 1992     | 202    | rozgrywający |
| 4  | Daniel Tublin          | 1992     | 204    | przyjmujący  |
| 5  | David Sossenheimer     | 1996     | 193    | przyjmujący  |
| 7  | Magloire Nzeza Mayaula | 1993     | 202    | środkowy     |
| 8  | Peter Nagy             | 1984     | 195    | atakujący    |
| 9  | Kristen Cléro          | 1990     | 179    | rozgrywający |
| 10 | Jens Sandmeier         | 1995     | 200    | przyjmujący  |
| 11 | Dávid Molnár           | 1984     | 193    | libero       |
| 12 | Nehemiah Mote          | 1993     | 204    | środkowy     |
| 13 | Robert Schramm         | 1989     | 206    | środkowy     |
| 14 | Peter Russell          | 1992     | 198    | przyjmujący  |
| 17 | Paul Buchegger         | 1996     | 206    | atakujący    |

Sezon 2014/2015
- Pierwszy trener:  Ruben Wolochin
- Asystent trenera:  Santiago Garcia Domench

| Nr | Imię i nazwisko        | Data ur. | Wzrost | Pozycja      |
| -- | ---------------------- | -------- | ------ | ------------ |
| 2  | Ángel Trinidad de Haro | 1993     | 195    | rozgrywający |
| 3  | Richard Mauler         | 1989     | 194    | przyjmujący  |
| 5  | David Sossenheimer     | 1996     | 193    | przyjmujący  |
| 7  | Magloire Nzeza Mayaula | 1993     | 202    | środkowy     |
| 9  | Kristen Cléro          | 1990     | 179    | rozgrywający |
| 10 | Jens Sandmeier         | 1995     | 200    | przyjmujący  |
| 11 | Dávid Molnár           | 1984     | 193    | libero       |
| 12 | Nehemiah Mote          | 1993     | 204    | środkowy     |
| 13 | Robert Schramm         | 1989     | 206    | środkowy     |
| 14 | Mark Plotyczer         | 1987     | 195    | przyjmujący  |
| 15 | Oskar Wetter           | 1995     | 191    | rozgrywający |
| 17 | Paul Buchegger         | 1996     | 206    | atakujący    |
| 18 | Lubos Kostolani        | 1990     | 203    | atakujący    |

Sezon 2013/2014
- Pierwszy trener:  Ruben Wolochin
- Asystent trenera:  Santiago Garcia Domench

| Nr | Imię i nazwisko        | Data ur. | Wzrost | Pozycja      |
| -- | ---------------------- | -------- | ------ | ------------ |
| 1  | Martti Juhkami         | 1988     | 195    | przyjmujący  |
| 2  | Łukasz Szarek          | 1990     | 201    | przyjmujący  |
| 3  | Valters Lagzdins       | 1989     | 191    | atakujący    |
| 4  | Lars Wilmsen           | 1993     | 203    | środkowy     |
| 5  | Tomáš Kocian           | 1988     | 192    | rozgrywający |
| 6  | Axel Jacobsen          | 1984     | 195    | rozgrywający |
| 7  | Nick Vogel             | 1990     | 207    | środkowy     |
| 8  | Marvin Prolingheuer    | 1990     | 208    | atakujący    |
| 9  | Kristen Cléro          | 1990     | 179    | rozgrywający |
| 10 | Björn Höhne            | 1991     | 193    | przyjmujący  |
| 11 | Dávid Molnár           | 1984     | 193    | libero       |
| 12 | Andri Aganits          | 1993     | 207    | środkowy     |
| 14 | Florian Georg Ringseis | 1992     | 188    | libero       |
| 17 | Joseph Sunder          | 1989     | 203    | przyjmujący  |